# Tatort: Kesseltreiben
Kesseltreiben ist der 272. Fernsehfilm der Krimireihe Tatort und der zwölfte vom Saarländischen Rundfunk produzierte Tatort. Die Erstausstrahlung fand am 7. März 1993 statt. Es ist der sechste Fall mit Kommissar Palu als Ermittler. Palu hat es mit dem Mord an einem Kernkraftwerksmitarbeiter und den Verwicklungen der Betreiberfirma hierin zu tun.

## Handlung
Im saarländischen Kernkraftwerk Rosdorf ereignet sich ein Störfall, Kernkraftwerksdirektor Späth ordnet an, den Störfall zu vertuschen und den Schaden zwei Tage später bei einer Routineabschaltung des Werks zu beheben. Der Chefingenieur der Luxemburger Betreiberfirma des Werks, Georg Bekker, informiert den Vorstandsvorsitzenden Mertens und die Manager Dr. Meyer-Mühlendorff und Dr. Prieberg darüber, dass die Schweißnähte undicht sind und er schon seit längerer Zeit davor warnte. Er hält das Kraftwerk daher nicht mehr für sicher. Meyer-Mühlendorff und Prieberg weisen ihn an, zu schweigen und Vorschläge zur Reparatur zu erarbeiten. Als Bekker gegangen ist, erteilt Meyer-Mühlendorff seine Mitarbeiter die Anweisung, Bekker im Auge zu behalten und sein Telefon zu überwachen, der Sicherheitsmann Witschewsky soll sich um Bekker „kümmern“. Kurz darauf wird Bekker auf einer Baustelle tot aufgefunden, offensichtlich ist er an einer Überdosis Drogen gestorben. Palu fällt auf, dass der Tote nicht wie ein Junkie aussieht, er lässt seinen Assistenten Schröder und den Austauschkommissar „Tschämp“ Zander die Drogenszene überprüfen. Bekkers Schwester Anna Fromm, die ihren Bruder identifiziert, schließt Palu gegenüber einen Drogenmissbrauch ihres Bruders aus. Meyer-Mühlendorff behauptet Palu und Tschämp gegenüber, Bekker gemocht zu haben, auch wenn dieser schwierig und introvertiert gewesen sei.
In Bekkers Wohnung finden die Beamten Spuren, dass schon jemand vor ihnen dort gewesen sein muss. Anna erzählt Palu, dass sie einen Schlüssel zu seinem Banksafe hat, in seinem Beisein öffnet sie den Safe, Palu entnimmt Disketten und erfährt, dass Bekker an seinem Todestag noch einmal am Safe war. Vor der Bank wird Anna, die aus dem Safe ihres Bruders Goldbarren entnommen hat, die Handtasche geraubt. Da Tschämp den Dieb verfolgt, wirft dieser die Tasche weg, nachdem er sie durchgesehen hat; die Wertgegenstände sind noch alle vorhanden, als Tschämp Anna die Handtasche zurückgibt, der Täter hat offensichtlich etwas anderes gesucht. Anna erzählt Palu, dass sich ihr Bruder mit einem Unger treffen wollte, dieser ist auf einer Tagung im Ausland. Palu erhält Druck, die Disketten der Firma Bekkers zurückzugeben, lässt aber zuvor Kopien erstellen. Anna werden weitere drei Disketten zugeschickt, die ihr Bruder vor seinem Tod noch adressiert hatte, kurz darauf erhält sie einen versteckten Drohanruf. Palu erfährt, dass die erstellten Kopien der Disketten leer sind; als er Anna davon berichtet und bemerkt, dass der Arm von Bekkers Firma offenbar bis auf seinen Schreibtisch reicht, verschweigt sie ihm die ihr zugeschickten Disketten. Anna sucht Meyer-Mühlendorff auf, zeigt ihm eine der drei Disketten und fragt nach dem Tod ihres Bruders, Meyer-Mühlendorff gibt sich ahnungslos und gibt an, dass ihr Bruder als Drogensüchtiger sich wohl bei Werksspionage betätigt haben könnte, nach dem Gespräch lässt er auch Anna von Witschewsky überwachen. Unger teilt Palu telefonisch mit, dass Bekker ihm brisantes Material über die Bauart eines Atomreaktors zukommen lassen wollte. Unmittelbar danach erfährt Palu aus der Gerichtsmedizin, dass der Drogentod Bekkers nur vorgetäuscht war, er ist erstickt worden, die Injektion wurde ihm postmortal gesetzt.
Palu und Tschämp fahren zu Meyer-Mühlendorff, Palu erzählt ihm, dass der Drogentod Bekkers nur vorgetäuscht war und dass er die Firma verdächtigt, er will so Meyer-Mühlendorff aus der Reserve locken. Anna wird unterdessen unter Druck gesetzt: Ein anonymer Anrufer droht, ihre Tochter Evi zu entführen, Anna bringt unter Beobachtung von Meyer-Mühlendorffs Sicherheitsmann Mauch ihre Tochter bei Verwandten in Lothringen in Sicherheit. Meyer Mühlendorff ruft Anna an und erklärt ihr, dass ihre Tochter möglicherweise radioaktiv verstrahltes Material ihres Onkels haben könnte. Anna lässt dieses, das Mauch in die Wohnung geschmuggelt hatte, sofort entsorgen und informiert Meyer-Mühlendorff darüber, wo er ihre Tochter findet, erst danach verständigt sie Palu. Evi und ihre Großeltern werden in ein Krankenhaus eingeliefert, doch kann keine Verstrahlung festgestellt werden. Als Palu Evi über das Material befragt und diese erzählt, dass ein fremder Mann in ihrem Haus gewesen sei, wird ein Stein durchs Fenster in Evis Zimmer geworfen, Palu kann den Angreifer jedoch nicht stellen. Palu kann Anna überzeugen, ihm die Disketten ihres Bruders zu überlassen. Am nächsten Morgen identifiziert Evi Mauch als den fremden Mann, Tschämp sucht diesen in der Luxemburger Zentrale auf und kann ihn überzeugen, zu einer Aussage mit nach Saarbrücken zu kommen. Unterdessen trifft sich Palu mit dem aus dem Ausland zurückgekehrten Dr. Unger, dieser sagt nach erster Durchsicht der Disketten aus, dass Bekker wohl Hinweise auf große Risiken durch das Kraftwerk Rosdorf liefern wollte.
Meyer-Mühlendorff sucht Mertens auf, informiert diesen über die Mordermittlungen sowie die Verwicklungen des Werkschutzes und schlägt vor, Mauch pro forma zu entlassen, dieser solle alle Schuld am Tod Bekkers auf sich nehmen, die Firma solle ihm aber einen Anwalt und eine andere Position nach der Haftentlassung in Aussicht stellen, damit er die Firma heraushalte. Mertens begreift, dass Meyer-Mühlendorff mit kriminellen Machenschaften Bekker zum Schweigen gebracht hat, und wirft ihn aus seinem Haus. Die kriminaltechnischen Untersuchungen ergeben, dass Mauch Bekker ermordet hat, für Palus Vorgesetztem ist der Fall abgeschlossen, doch Palu genügt dies nicht, er will an die Hintermänner. Anstatt Mauch als Lockvogel einsetzen zu können, muss Palu ihn verhaften lassen, dieser flieht und wird auf der Flucht von einem Polizeibeamten in Notwehr erschossen. Palu sucht Mertens auf und blufft, dass Mauch Meyer-Mühlendorff als seinen Auftraggeber für den Mord an Bekker und die Einschüchterungskampagne bei Anna und Evi genannt habe. Gerade als Mertens sein Wissen über die Machenschaften von Meyer-Mühlendorff an Palu melden möchte, erfährt er jedoch von Dr. Prieberg, dass Mauch lediglich als Zeuge vernommen worden war und nichts Verwertbares zu Protokoll gegeben hat, so dass Mertens Palu auflaufen lässt und dieser nicht mehr an Meyer-Mühlendorff als Hintermann herankommt.

## Einschaltquote und Produktion
Bei der Erstausstrahlung am 7. März 1993 wurde eine Zuschauerzahl von 11,41 Mio. erreicht, was einer Einschaltquote von 33,50 % entspricht. Die Episode wurde in Saarbrücken und Umgebung sowie in Lothringen und Luxemburg gedreht.

## Drehbuchautor unter Pseudonym
Diese Folge wurde nach einem für den WDR geschriebenen Drehbuch von Michael Haneke gedreht. Haneke war jedoch mit der Umsetzung durch den Saarländischen Rundfunk völlig unzufrieden und bestand auf die Nennung des Pseudonyms „Richard Binder“ als Drehbuchautor in der Credit-Sequenz.

## Kritik
Die Kritiker der Fernsehzeitschrift TV Spielfilm beurteilen diesen Tatort positiv mit „Brisanter Stoff, routiniert inszeniert“.